# Leven Beach Conservation Park
Leven Beach Conservation Park är en park i Australien. Den ligger i kommunen Yorke Peninsula och delstaten South Australia, omkring 130 kilometer väster om delstatshuvudstaden Adelaide.
Trakten runt Leven Beach Conservation Park är nära nog obefolkad, med mindre än två invånare per kvadratkilometer.. Närmaste större samhälle är Warooka, omkring 19 kilometer sydost om Leven Beach Conservation Park.
Trakten runt Leven Beach Conservation Park består till största delen av jordbruksmark. Genomsnittlig årsnederbörd är 570 millimeter. Den regnigaste månaden är juni, med i genomsnitt 112 mm nederbörd, och den torraste är januari, med 12 mm nederbörd.